# Wesmaelius navasi
Wesmaelius navasi là một loài côn trùng trong họ Hemerobiidae thuộc bộ Neuroptera. Loài này được Andréu miêu tả năm 1911.